# 泰安部落起源神話
泰安部落起源神話，是台灣卑南族泰安部落（即大巴六九部落）的部落起源神話，廣義上算是石生神話的分支之一，富有族群多元的特色。

## 神話
關於泰安部落起源的說法有很多種，其中最主要的幾種說法有：

### 說法一
射馬干部落的祖先過去住在山上時，有一批族人向北遷徙，他們包含了泰安部落和初鹿部落的祖先，最後遷到達魯瑪克部落上方一處叫肯杜布（Kindopor）的山地，原本泰安部落的祖先有意留下來和達魯瑪克部落合併，但最後卻不知為何仍然選擇下山，而達魯瑪克部落的魯凱族人也因此稱呼卑南族為「下山的民族」（talibeka）。下山後的泰安部落族人先是遇到了當時還建村在現址北方的墳墓地附近，原本泰安部落有意跟他們合併，但因為當地土地狹窄而被拒絕，因此只能在更北方一點的地方建村，可是經常受到利嘉部落的挑釁和欺負，甚至一度有利嘉部落的族人把蜂巢燒了讓毒蜂攻擊泰安部落，泰安部落因此又決定遷到泰安部落舊址（位於今台東縣卑南鄉泰安公墓北側、太平溪上游北岸）定居。

### 說法二
從知本部落入贅南王部落的祭司應非勒為了奪回自己被剝奪的權力而派遣自己的四子沙日瑪阿勒（Salamar/Sazamar）建立泰安部落。此版本可能代表了泰安部落在發展過程中曾經吸收了一部份南王部落來的族人。此說法主要來自南王部落和知本部落的傳說。

### 說法三
古時候在起源地巴拿巴拿樣（Panapanayan，位於知本部落南方、今太麻里鄉三和村南迴公路旁的海岸地）的石頭生出了Vivi和Ta'ta兄妹，他們結婚繁衍了許多後代，但在後來的一次洪水中，大多數的人都死了，只有一個叫達娜班（Tanapan）的女人抓著肯杜布山上的樹枝倖存，後來她吃了從天而降的檳榔懷孕之後，生下一個兒子，因為沒有其他對象，因此母子結婚並繁衍後代。當人數越來越多時，開始有族人分批下山，而泰安部落的祖先一開始來到利嘉部落下方一處叫步拉希彥（Vorasiyan）的地方，在那裏和利嘉部落住了一段時間，語言和習俗都被同化，雖然利嘉部落歡迎他們加入，但泰安部落的族人還是決定遷走，並且抵達今泰安部落和利嘉部落之間一處叫投拉投勞（Toratorao）的地方居住，後來又因故搬遷幾次，最後在今天的大巴六九部落的位置建村。

### 說法四
在利嘉部落的說法中，泰安部落原本是三戶從屏東遷來的魯凱族在步拉希彥建村作為起始，後來因為甲狀腺患者變多，認為當地不詳而遷到投拉投勞，但又因為受到利嘉部落的欺負，再往北遷到阿利浩（Arihau），後來部落位置多次變動，最後遷到了現在的位置。

## 現代研究

### 族群來源
日本學者馬淵東一根據分析說法三的內容，認為這是知本、射馬干部落的起源地神話加上達魯瑪克的太陽之子神話複合而成，並且推斷泰安部落的祖先是一批被卑南化的魯凱族人。

### 多元族群
泰安部落的起源傳說的族群多元特色主要來自於其地緣關係，和利嘉部落、南王部落、達魯瑪克部落等各部落的淵源和涵化所導致。